# Pīrlar-e Pā'īn
Pīrlar-e Pā'īn (persiska: پيرلَرِ سُفلَى, پيرلر پائین, Pīrlar-e Soflá) är en ort i Iran.   Den ligger i provinsen Östazarbaijan, i den nordvästra delen av landet, 500 km nordväst om huvudstaden Teheran. Pīrlar-e Pā'īn ligger 980 meter över havet och antalet invånare är 255.
Terrängen runt Pīrlar-e Pā'īn är lite bergig. Runt Pīrlar-e Pā'īn är det ganska glesbefolkat, med 42 invånare per kvadratkilometer. Närmaste större samhälle är Abīsh Aḩmad, 12,4 km öster om Pīrlar-e Pā'īn. Trakten runt Pīrlar-e Pā'īn består till största delen av jordbruksmark.